# Inspectoratul General de Aviație
'Inspectoratul General de Aviație (en français : Inspection générale de l'aviation) est la composante aérienne du ministère roumain de l'Intérieur. L'unité a été créée en 1947, mais a été restructurée en 1978. Elle a son siège principal à l'aéroport international Aurel Vlaicu et exploite trois unités territoriales à Cluj-Napoca, Iași et Tulcea. L’unité spéciale d’aviation exploite actuellement des hélicoptères Mi-8, Mi-17 et EC-135.

## Missions
- Missions de recherche et sauvetage.
- Missions humanitaires et communautaires.
- Surveillance du trafic routier.
- Autres missions à désignation spéciale en coopération avec la police (en), la gendarmerie ou les services de renseignement roumains.